# بين لقصور (مسلسل)
بين لقصور هو مسلسل درامي مغربي من إخراج هشام الجباري، وتأليف بشرى مالك، وإنتاج صادق الصباح سنة 2024، وبطولة كل من محمد خيي، وهدى الريحاني، والسعدية لديب، وعزيز حطاب، وفرح الفاسي، وسعد موفق، وغيرهم. عُرض المسلسل طيلة شهر رمضان 2024 على منصة شاهد، وقناة إم بي سي 5. تدور أحداث المسلسل حول سكينة (هدى الريحاني) التي عندما تجبرها ظروف الحياة على العودة إلى مسقط رأسها بين لقصور، تقرر مواجهة ماضٍ لم يُدفن بعد، وإعادة كتابة حياة لم تعشها بعد.

## الفكرة والسيناريو
تعود الفكرة الأصلية للمسلسل لكاتبة السيناريو المغربية بشرى مالك، والتي اشتغلت من قبل على عدة أعمال تلفزيونية ناجحة على غرار مسلسل الدنيا دوارة، ومسلسل بنات العساس.
فيما يخص بين لقصور قالت بشرى مالك أنها حاولت طرح موضوع الأحياء الشعبية التي أخرجت إلى الأضواء، شخصيات ناجحة وبارزة في المجتمع، كما حاولت الكاتبة إظهار كيف أن بعض هذه الشخصيات تتنكر لأصلها الشعبي بعدما أصبحت في مناصب مهمة، وارتحلت إلى الفيلات والشقق الفاخرة، ناسية ماضيها في تلك الأحياء.
كما قالت بشرى مالك أن سيناريو بين لقصور يتميز عن ما كتبته من قبل، كونها ضمنته عنصر الأكشن الذي لم تشتغل عليه من قبل، كما أنها اشتغلت على شخصيات قريبة للواقع حتى يسهل على المشاهد ربطها بتجاربه الشخصية، وليكون العمل مرآة للمجتمع يعكس الواقع المُعاش، وأن لا تكون شخصيات مصطنعة أو مبالغ فيها أو باردة.

## قصة المسلسل
بعد وفاة زوجها تُجبِر الظروف الصعبة الأرملة (سكينة) على العودة إلى حيّها القديم بين لقصور حيث ولدت وترعرعت، ظلت (سكينة) تحكي لأبنائها عن بين لقصور وعن ذكرياتها فيه وعن أهله الطيبين، لكن ما أن دخلت الحي مجددًا حتى صُدمت من مشاهد العنف والإجرام والفوضى التي تسيطر على كل ركن من أركان الحي، فالحي لم يعد مكان للقيم والمبادئ التي تربت عليها في الماضي، بل تغير كل ذلك إلى نقيضه.
تكتشف (سكينة) على لسان أهالي الحي أن المسبب الرئيسي لما أصبح عليه الحي هو (لغندور)، الذي كان سببًا في تركها الحي من قبل، والذي أصبح اليوم يسيطر على كل شيء، بل وأصبح ذكر اسمه فقط يرعب كل صغير وكبير من الأهالي.
كما تعرف (سكينة) أيضًا أن (الدكتور فريد) الذي كان حب طفولتها وشبابها، والذي كانت على وشك الزواج منه، قد عاد بدوره إلى الحي ليسكن في منزل العائلة، وبعد أن يدور بينهم حديث عن الماضي والذكريات، يكشف (فريد) لـ (سكينة) أن (لغندور) يسيطر على عقول شباب الحي ببيعه لهم المخدرات، وأنه ما عاد إلى الحي إلا ليواجهه هو وعصابته من المجرمين، فيقرر كل من (سكينة) و(فريد) وأهالي الحي الشرفاء وضع اليد في اليد لإيقاف (لغندور) وعصابته.

## طاقم التمثيل

### أدوار رئيسية
| الممثل       | الدور        |
| ------------ | ------------ |
| محمد خيي     | لغندور       |
| هدى الريحاني | سكينة        |
| السعدية لديب | لكبيرة       |
| عزيز حطاب    | الدكتور فريد |
| فرح الفاسي   | وردة         |
| أنس بسبوسي   | كاطورز       |
| سعد موفق     | حمادة        |

### أدوار ثانوية
- ندى هداوي بدور عفاف
- أنس بسبوسي بدور كاطورز
- حسناء نايت بدور ياقوت
- أنس كماني بدور الزبير
- حليمة بحراوي بدور شريفة
- مريا لالواز بدور سميرة
- سعيد ضريف بدور مصطفى
- مهدي بوشتاوي بدور مروان
- أكرم سهيل بدور بيزي
- أسماء قرطبي بدور حليمة
- مريم لكرع بدور فتيحة
- ليلى الفاضلي بدور عيشة
- سناء العلوي بدور صباح
- ميلود الحبشي
- محمد اليازيدي
- هشام بلعودي
- أيوب ميسيوي
- كمال موماد
- سعيد دحماني
- نجوى مفتي
- عزيز ضهيور
- عبد الرحمان أوقور

## نجاح المسلسل
كان مسلسل بين لقصور أنجح الأعمال الدرامية المغربية في شهر رمضان 2024، حيث تمكن من جذب اهتمام الجمهور، فبعد أسبوع واحد من بدء السباق الرمضاني، تصدر المسلسل قائمة المشاهدات على منصة «شاهد»، متفوقًا على الأعمال المغربية والعربية الأخرى.
ويُرجع العديد من النقاد نجاح المسلسل إلى اختيار مجموعة مميزة من الفنانين المغاربة البارزين، الذين قدموا أداءً متميزًا للشخصيات، بالإضافة للإخراج المتقن من هشام الجباري والسيناريو المحبوك من بشرى مالك.

## وصلات خارجية
- بين لقصور على موقع IMDb (الإنجليزية)
- بين لقصور على موقع قاعدة بيانات الأفلام العربية
- بين لقصور على موقع قاعدة بيانات الفيلم (الإنجليزية)